# Burgstall Aichelberg
Der Burgstall Aichelberg ist eine abgegangene spätmittelalterliche Höhenburg auf 480 m ü. NHN etwa 550 Meter nordöstlich von Aichelberg, einem Ortsteil der Gemeinde Burgkirchen an der Alz im Landkreis Altötting in Bayern. Die Anlage wird als Bodendenkmal unter der Aktennummer D-1-7842-0015 im Bayernatlas als „Burgstall des hohen und späten Mittelalters ("Schlossberg")“ geführt. 
Von der ehemaligen Burganlage ist nichts erhalten.